# Aba (mitología)
En la mitología griega, Aba (griego Ἄβα), citada en dos fuentes minoritarias, era una ninfa que en su unión con Poseidón tuvo un hijo llamado Ergisco; este dio su nombre a una región tracia (Ergisque, hoy día llamada Çatalca). Algunos creen que la ninfa Ἄβα deriva su nombre de ἄβα, esto es, un monstruo marino o prototipo de vaca cuyo mito deriva del mar Mediterráneo; así en Hesiquio.
Ninguna fuente nos revela quiénes eran los padres de la ninfa, acaso conjeturando que Aba fuera una náyade hija del dios fluvial Hebro, cuyas aguas discurren por esa región.